# Nikolajus Medvedevas
Nikolajus Medvedevas (* 25. September 1933 in Kaunas) ist ein litauischer sozialdemokratischer Politiker griechischer Abstammung.

## Leben
Nach dem Abitur 1952 an der 10. Mittelschule Kaunas absolvierte er 1956 die Marinehochschule Kaliningrad.
Von 1959 bis 1989 arbeitete er im Forschungsinstitut in Kaunas. Er war litauischer Abgeordneter im Obersten Sowjet der UdSSR. Von 1990 bis 2004 war er Mitglied des Seimas.